# Камикита
Камикита (на японски: 上北町, по английската Система на Хепбърн Kamikita) е бил град в район Камикита, префектура Аомори, Япония. На 31 март 2005 г. Камикита е слят с град Тохоку.
През 2003 г. населението на Камикита е било 9816 души с гъстота 82,16 души на km2. Площта на града е била 119,48 km2.